# Марджорі Прайм
«Марджорі Прайм» (англ. Marjorie Prime) — американський науково-фантастичний фільм 2017 року режисера Майкла Алмерейда, знятий за його власним сценарієм, написаним на основі одноіменної п'єси Джордана Гаррісона.

## Сюжет
Події відбуваються в недалекому майбутньому. Програмна послуга Прайм, яка надає голографічні відтворення померлих близьких, дозволяє Марджорі, колишній скрипальці, яка страждає на хворобу Альцгеймера, бачитися лицем до лиця з молодою версією свого покійного чоловіка Волтера, яка підживлюється спогадами живих. Але спілкування з копією померлого, яке покликане послабити біль втрати близької людини, обмежує спілкування Марджорі зі свою донькою Тесс і зятем Джоном. Непорозумння, відсутність емоційного зв'язку між матір'ю та дочкою дається взнаки вже в стосунках між Тесс та її власною дочкою.

## У ролях
| Актор           | Роль            |
| --------------- | --------------- |
| Лоїс Сміт       | Марджорі        |
| Тім Роббінс     | Джон            |
| Джина Девіс     | Тесс            |
| Джон Гемм       | Волтер          |
| Ханна Гросс     | молода Марджорі |
| Стефані Андухар | Джулі           |

## Нагороди
За головну роль Марджорі Лоїс Сміт була номінована на Independent Spirit Awards, Gotham Awards і Saturn Award, а також виграла премію «Супутник».